# Brigt Rykkje
Johan Ingebrigt Rykkje dit Brigt Rykkje, né le 16 juin 1975 à Bergen en Norvège, est un ancien patineur de vitesse néerlandais et norvégien.

## Biographie
Né à Bergen d'un père norvégien et d'une mère néerlandaise, il commence sa carrière sous les couleurs néerlandaises puis opte pour la nationalité norvégienne à partir de juillet 1996. Il participe aux Jeux olympiques d'hiver de 1998 à Nagano, se classant 29e sur le 5 000 mètres. À partir de 1999, il décide de représenter les Pays-Bas pour lesquels il connaitra une seule sélection pour un Championnat du monde en 2007, édition où il décroche la médaille de bronze sur le 10 000 mètres.
Il se retire du sport de haut niveau en 2009.

## Palmarès

### Jeux olympiques
- Nagano 1998 : 29e au 1 500 m

### Autres
- Championnats du monde simple distance
  -  Médaille de bronze sur le 10 000 mètres à Salt Lake City en 2007.

- Coupe du monde
  - 2 podiums individuels dont 1 victoire.